# Melvil Poupaud
Melvil Poupaud (Paris, 26 de janeiro de 1973) é um ator e cineasta francês.

## Filmografia
- La Ville des pirates (1983) - Malo
- Qui es-tu Johnny Mac? (1984) - Johnny Mac
- L'Éveillé du pont de l'Alma (1985) - Michel
- L'île au trésor (1985) - Jim Hawkins
- Ces jours où les remords font vraiment mal au cœur (1985)
- Dans un miroir (1986)
- 3 jours... (1988) - Melvil
- La Fille de 15 ans (1989) - Thomas
- L'amant (1992) - irmão caçula
- Archipel (1992) - Michel
- À la belle étoile (1993) - Mathieu
- 3000 scénarios contre un virus (1994)
- Élisa (1995) - filho do farmacêutico
- Innocent Lies (1995) - Louis Bernard
- Le plus bel âge... (1995) - Axel
- Trois vies et une seule mort (1996) - Martin
- Conte d'été (1996) - Gaspard
- Souvenir (1996) - Charles
- Généalogies d'un crime (1997) - René
- Les Kidnappeurs (1998) - Armand Carpentier
- Le temps retrouvé (1998) - Le Prince
- Quelque chose (1999)
- Combat d'amour en songe (2000)
- La Chambre obscure (2000) - Bertrand
- Shimkent hôtel (2003) - Alex
- Le divorce (2003) - Charles-Henri de Persand
- Les Sentiments (2003) - François
- Le Temps qui reste (2005) - Romain
- Broken English (2007) - Julien
- Un homme perdu (2007) - Thomas Koré
- L'Heure zéro (2007) - Guillaume Neuville
- The Broken (2008) - Stephan Moreau
- Speed Racer (2008)
- Un conte de Noël (2008) - Ivan Vuillard
- Le Crime est notre affaire (2008) - Frédéric Charpentier
- Le Refuge (2009) - Louis
- 44 Inch Chest (2009)
- Lucky Luke (2009) - Jesse James
- Les Faux-monnayeurs (2009) - Edouard
- L'Autre monde (2010) - Vincent
- Mistérios de Lisboa (2010) - Ernest Lacroze
- Laurence Anyways (2012) - Laurence Alia
- Linhas de Wellington (2012) - Massena
- Fidelio, l'odyssée d'Alice (2014) - Gäel
- Le Grand Jeu (2015) - Pierre Blum
- Fou d'amour (2015) - pároco
- Tête baissée (2015) - Samy
- By the Sea (2015) - François
- Victoria (2016) - Vincent
- Le Portrait interdit de Charles (2017) - Jean-Denis Attiret
- La Belle et la Belle (2018) - Marc
- Les Grands Squelettes (2018
- Grâce à Dieu (2018) - Alexandre
- Une jeunesse dorée (2019) - Hubert
- J'accuse (2019) - Me Fernand Labori
- Été 85 (2020) - M. Lefèvre
- Les Jeunes Amants (2021) - Pierre
- Frère et Soeur (2022) - Louis
- Coup de chance - Jean Fournier